# Gladbeck
Gladbeck è una città di 75 343 abitanti della Renania Settentrionale-Vestfalia, in Germania.
Appartiene al distretto governativo di Münster e al circondario di Recklinghausen.
Gladbeck possiede lo status di "Grande città di circondario" (Große kreisangehörige Stadt).